# Elfenbenspalmer
Elfenbenspalmer (Phytelephas) är ett släkte av palmer som kännetecknas av att de ofta har underjordiska stammar. Endast de stora bladen sticker upp ur marken. Släktet är dioikt och honplantornas frukter sitter samlade i små klasar. Varje frukt, stor som en fotboll, innehåller 4-6 mycket hårda frön (äggstorlek). Fram till plastens intåg på 1930-talet var nötterna en mycket använd ersättare för elfenben. I Ecuador och Colombia utgjorde exporten en mycket viktig del av ekonomin. Det lokala namnet för materialet är tagua. Ett ofta använt handelsnamn är stennöt.

## Taxonomi
Arter enligt Catalogue of Life:
- Phytelephas aequatorialis
- Phytelephas macrocarpa
- Phytelephas schottii
- Phytelephas seemannii
- Phytelephas tenuicaulis
- Phytelephas tumacana

## Bildgalleri

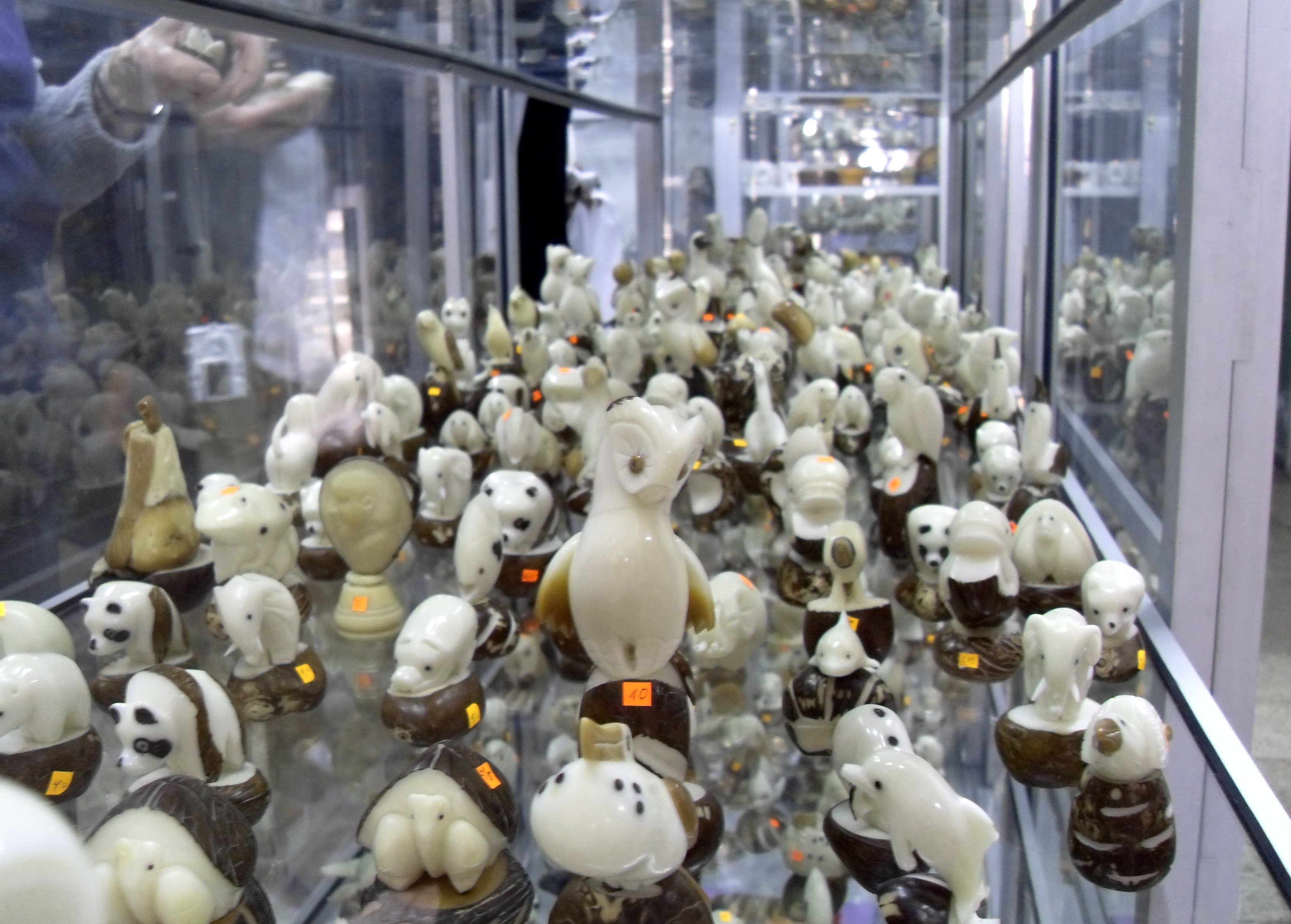
Skulpturer skapad av elfenbenspalmernas nötter.
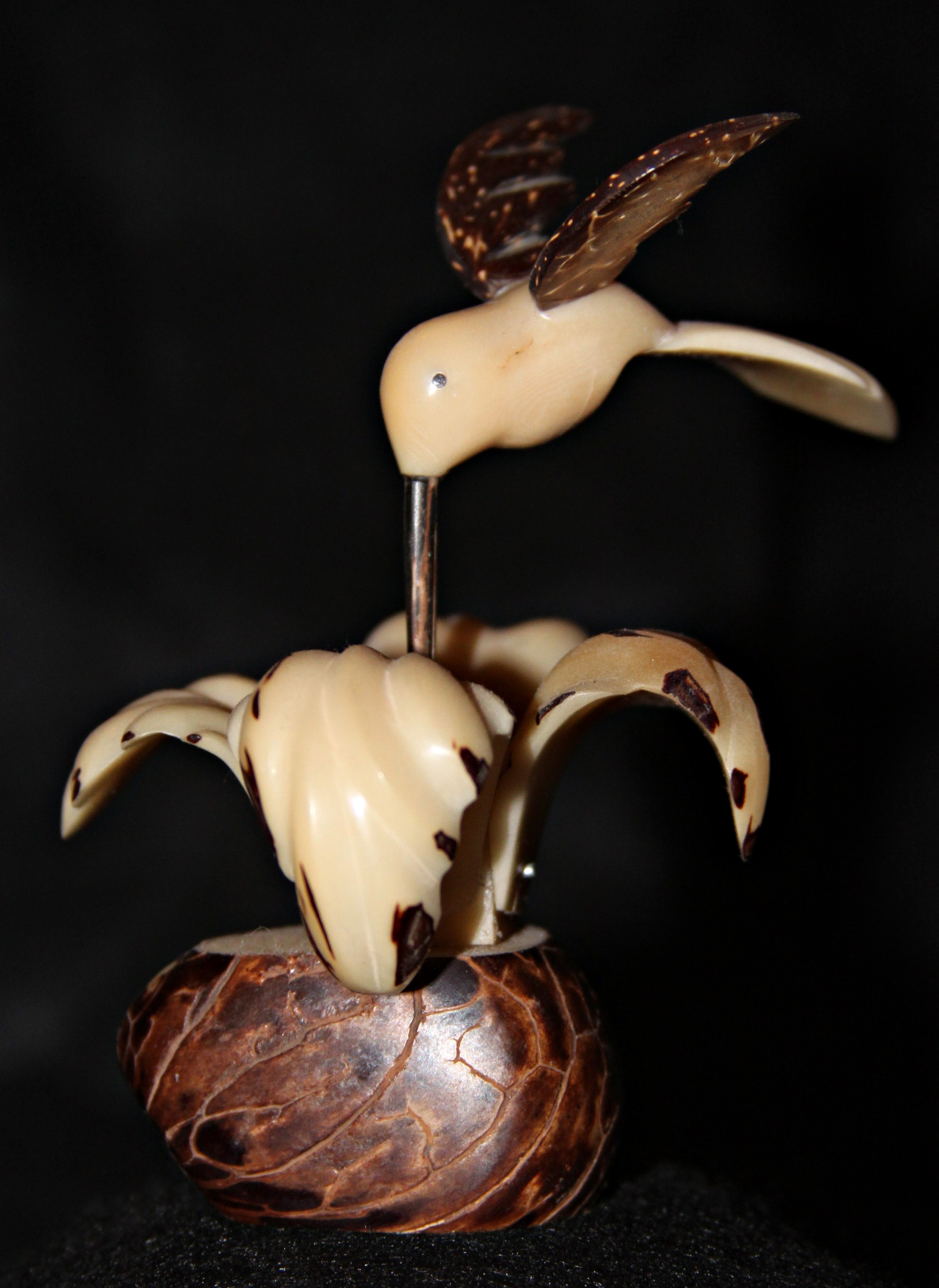
dito